# 俞霭峰
俞霭峰（1910年—1991年），浙江镇海人，中华人民共和国医学家。

## 生平
1935年，俞霭峰毕业于南京金陵女子大学，1959年，获北平协和医学院博士学位，担任天津医科大学总医院教授，并创建中华人民共和国最早的女性内分泌实验室。
1954年，当选第一届全国人民代表大会代表。